# Deerlijk
Deerlijk ist eine belgische Gemeinde in der Provinz Westflandern (Region Flandern) mit 12.670 Einwohnern (Stand 1. Januar 2024).
Kortrijk liegt 7 km südwestlich, Oudenaarde 17 km östlich, Gent 32 km nordöstlich, Brügge 40 km nordnordwestlich und Brüssel 70 km östlich.
Deerlijk hat eine Autobahnabfahrt an der A14/E17.
In Waregem, Harelbeke, Anzegem-Vichte und Kortrijk befinden sich die nächsten Regionalbahnhöfe und in Gent halten auch überregionale Schnellzüge.
Deerlijk und Neunkirchen am Brand in Oberfranken sind Partnergemeinden.

## Weblinks

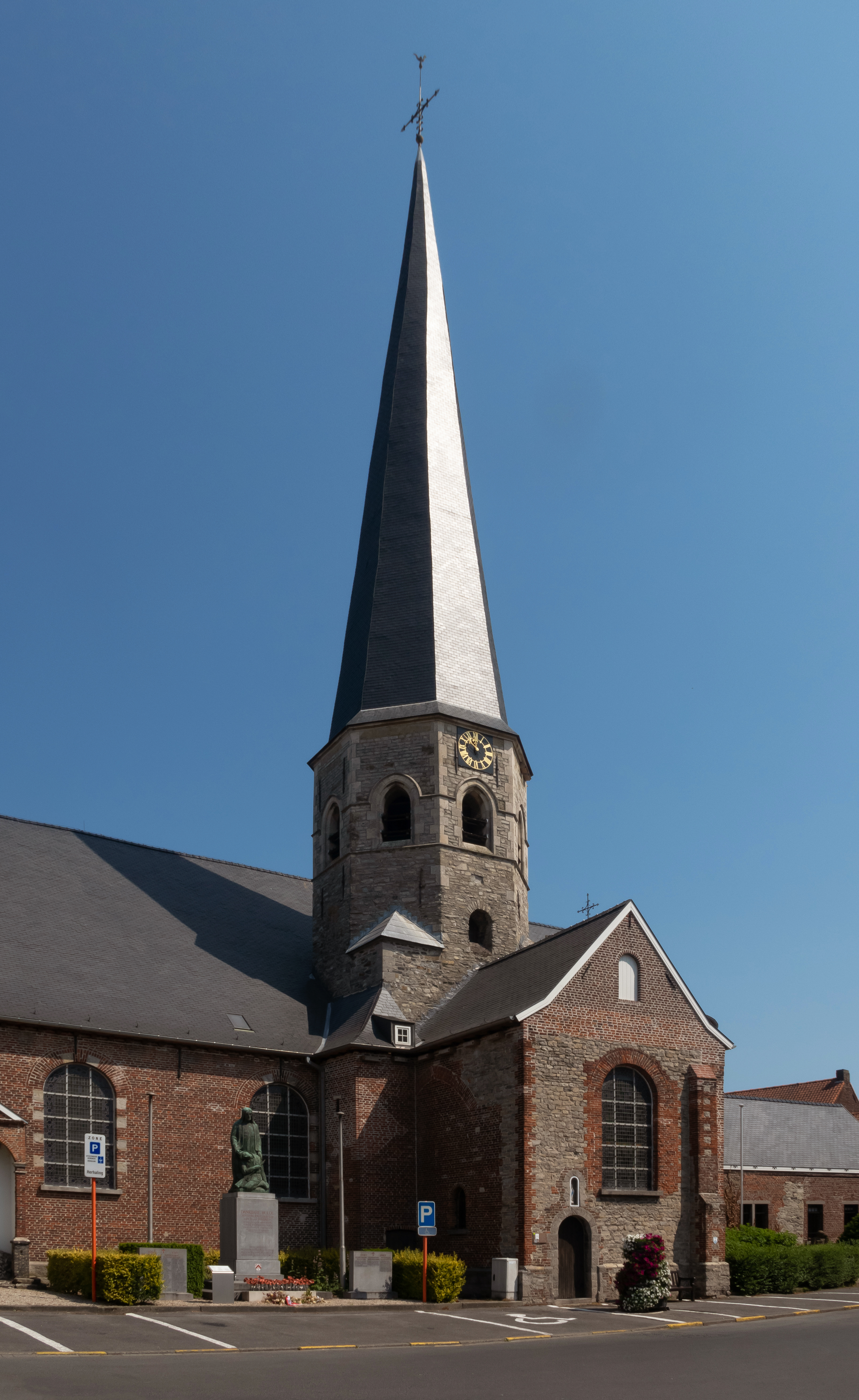
Sint-Columbakirche